# Венделин, Годфруа
Годфруа Венделин (нидерл. Godefroy Wendelin); имя при рождении — Говерт Венделен (нидерл. Govaert Wendelen); латинизированное имя — «Венделинус» (лат. Godefridus Wendelinus; 6 июня 1580, Херк-де-Стад, Льежское епископство (ныне провинция Лимбург, Бельгия) — 24 октября 1667, Гент, графство Фландрия) — фламандский астроном.

## Биография
Учился в иезуитском колледже в Турне в 1595 году, а потом в университете в Лёвене. С 1604 по 1611 год жил в Провансе, где работал учителем сына Андре д’Арно, генерал-лейтенанта при дворе сенешаля местности Форкалькье. Проводил астрономические наблюдения в Шатонеф-Миравай из замка Шато-де-Грейв, с горы Монтань-де-Лур и холма Контра. Например, он наблюдал затмение в 1605 году.
В 1619 году он был рукоположен в священники в Брюсселе и служил священником с 1620 по 1632 год в Гетбетсе и с 1633 по 1648 год в Герку. С 1648 года и вплоть до своей отставки в 1658 году Венделин был священником в соборе Турне. Защищал (несмотря на осуждение церкви) гелиоцентрическую картину мира в своей «Tetralogia Cometica», 1653 (как и в своей книге «Лунные затмения», 1644). Наряду с Иоганном Филиппом Лансбергом он был одним из самых ранних представителей теории Коперника в южной Голландии.
В 1630 году он определяет методом Аристарха Самосского относительное расстояние от Земли до Солнца, которое определил как отношение, кратное 243 расстояниям от Земли до Луны, что гораздо ближе к истине (384 раза) по сравнению с античным измерениям Аристарха (20 раз).
Из наблюдений спутников Юпитера он подтвердил в 1648 году третий закон Кеплера. Верифицированность, однако, была ограничена из-за неопределённости, связанной с большими полуосями орбит.
Венделин переписывался с Мишелем Койнетом, Мареном Мерсенном, Пьером Гассенди и Константином Хёйгенсом.
В его честь назван лунный кратер Венделин.

## Произведения
- «Loxias seu de obliquitate solis», Antwerpen 1626
- «Aries seu Aurei Velleris encomium», 1632
- «De tetracty Pythagorae epistolica dissertatio, ad Erycium Puteanum», 1637
- «Arcanorum caelestium Lampas τετράλυχνος», Brüssel 1643
- «Eclipses lunares ab anno 1573 ad 1643 observatae», Antwerpen 1644
- salicae illustratae", Antwerpen 1649
- cometica" 1652
- «De causis naturalibus, pluviae purpureae Bruxellensis», London 1655
- caelestium Sphinx et Oedipus seu Lampas δωδεκράλυχνος", Tournai 1658